# Elettrodo ausiliario

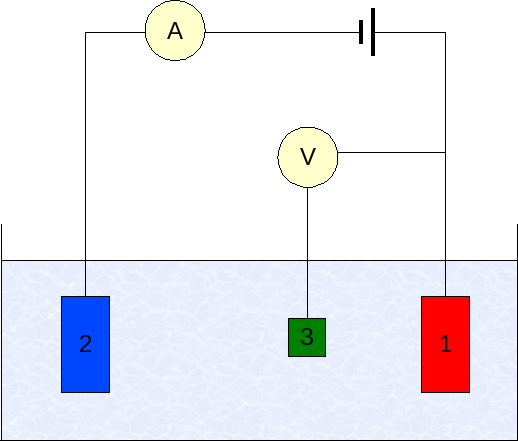
Apparato per la misurazione del potenziale di elettrodo:
1) elettrodo di lavoro
2) elettrodo ausiliario
3) elettrodo di riferimento.

L'elettrodo ausiliario, spesso chiamato anche controelettrodo, è un elettrodo utilizzato in una cella elettrochimica a tre elettrodi per l'analisi voltammetrica o per altre reazioni in cui deve fluire una corrente elettrica.
L'elettrodo ausiliario è distinto dall'elettrodo di riferimento, il quale stabilisce il potenziale elettrico contro cui altri potenziali possono essere misurati, e dall'elettrodo di lavoro, in cui ha luogo la reazione di cella. Nell'elettrodo ausiliario non avvengono invece le reazioni elettrochimiche studiate e il suo unico scopo è quello di garantire il flusso di corrente attraverso la cella elettrochimica. Viene quindi utilizzato per assicurare che la corrente non circoli attraverso l'elettrodo di riferimento (sistema a tre elettrodi), il che influenzerebbe il potenziale dell'elettrodo di riferimento. L'elettrodo ausiliario spesso possiede un'area superficiale più grande rispetto all'elettrodo di lavoro per assicurare che le reazioni che avvengono sull'elettrodo di lavoro non siano limitate dall'area della superficie tramite l'elettrodo ausiliario.
Il potenziale dell'elettrodo ausiliario è di segno opposto a quello dell'elettrodo di lavoro, ma la sua corrente e il suo potenziale non vengono misurati.
Quando si utilizza una cella a tre elettrodi in ambito elettroanalitico, l'elettrodo ausiliario è spesso isolato dall'elettrodo di lavoro utilizzando vetro poroso. Tale isolamento previene la contaminazione da parte dei sottoprodotti generati all'elettrodo ausiliario riguardo al corpo della soluzione analitica oggetto di studio e l'interferenza con la misura analitica fatta dall'elettrodo di lavoro.
Gli elettrodi ausiliari sono spesso fabbricati utilizzando materiali elettrochimicamente inerti come oro, platino o carbonio.